# Universidade de Palermo

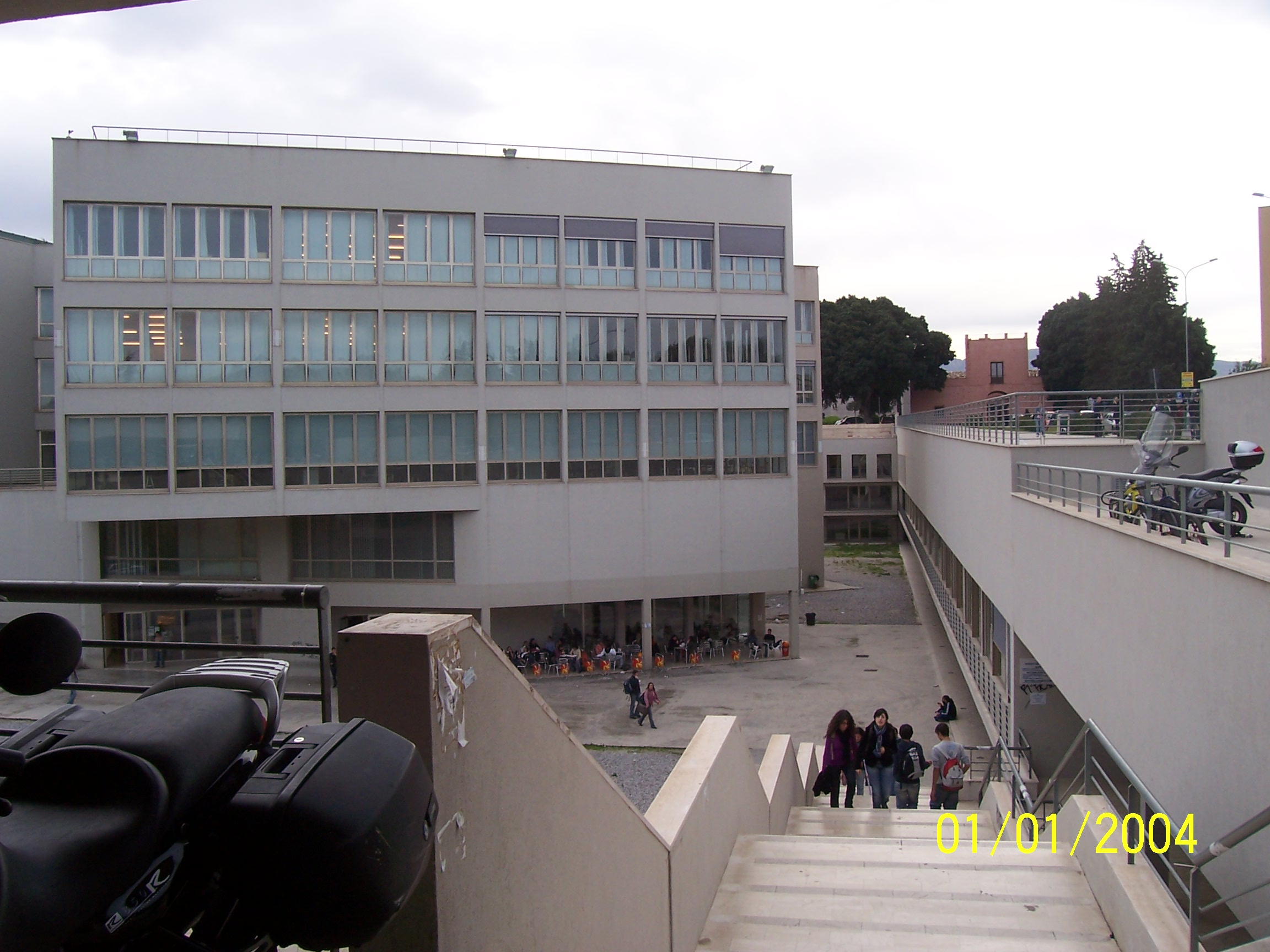
Faculdade de Arquitetura da Universidade de Palermo.

A Universidade de Palermo (em italiano, Università degli Studi di Palermo) é uma instituição de ensino superior localizada na cidade de Palermo, na Sicília, fundada em 1806. É organizada em doze Faculdades.

## Ligação externa
- Página oficial